# Fracture du pénis
 Mise en garde médicale

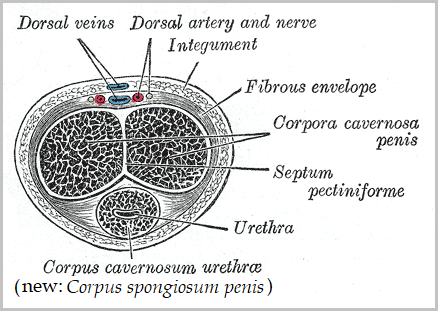
En cas de traumatisme sur un pénis en érection, une rupture de l’albuginée et des corps caverneux sous-jacents est possible.

La fracture du pénis est une rupture de l’albuginée et des corps caverneux du pénis. Elle survient lorsqu’une pression anormalement importante est exercée sur un pénis en érection, l'amenant à trop se courber. C’est un accident rare, survenant le plus souvent chez les jeunes hommes lors d’un rapport sexuel. Le diagnostic est clinique, un craquement est audible par le patient et s’accompagne d’une douleur et d’une détumescence rapide de la verge, avec constitution progressive d’un hématome. Une imagerie de la verge détermine le foyer de fracture. Le traitement est le plus souvent chirurgical, consistant en une évacuation de l’hématome suivi d’une suture de l’albuginée. Une rupture de l’urètre associée doit être systématiquement recherchée. Des complications sont possibles telles que des troubles de l’érection, des fistules ou des troubles urinaires,,,.